# Fran Vidic
Fran Vidic, slovenski literarni zgodovinar, prevajalec in mecen, * 30. november 1872, Prebold, † 31. januar 1944, Šentvid pri Ljubljani. 

## Življenje in delo
Po končani osnovni šoli v domačem kraju in gimnaziji v Celju je študiral slavistiko, klasično filologijo in zgodovino na Dunaju ter leta 1898 doktoriral. Po končanem študiju je bil dva semestra suplent na mariborski gimnaziji in tam odločilno vplival na usmeritev svojega dijaka F. Kidriča v slavistiko. Po porazu Avstro-Ogrske v 1. svetovni vojni ga je vlada SHS imenovala za svojega predstavnika pri komisiji za ureditev uradniških vprašanj. Leta 1927 je bil kot vladni svetnik upokojen, v tem letu se je potegoval za mesto upravnika Slovenskega narodnega gledališča v Ljubljani, a imenovanja ni dosegel. Živel je v Kamniku, kjer je deloval pri kulturnih in socialnih akcijah. Med okupacijo v 2. svetovni vojni se je z uspehom zavzel za ohranitev dragocene knjižnice kamniškega frančiškanskega samostana. V zimi leta 1943 je bil izdan kot aktivist OF, zaprt v gestapovskih zaporih v Begunjah na Gorenjskem in bil med 25 talci, večinoma Kamničani, ustreljen v Šentvidu pri Ljubljani. Pokopan je na grobišču talcev v Dragi pri Begunjah na Gorenjskem.
Od leta 1896 je prispeval v razne časopise in revije članke o slovenski književnosti. Usmeritev v literarno zgodovino je izpričal z ocenami Zgodovine slovenskega slovstva K. Glaserja.
V samozaložbi je leta 1901 izdal na Dunaju knjigo Prešeren, Poesien. Izkupiček je namenil postavitvi Prešernovega spomenika v Ljubljani. V nemščino je prevedel več slovenskih proznih del J. Kersnika, I. Tavčarja, I. Cankarja in pesmi A. Aškerca.
Spričo urejenega meščanskega življenja je gmotno podpiral več slovenskih umetnikov, med njimi F. Bernekerja, I. Cankarja, I. Groharja, F. Tratnika, I. Vavpotiča in I. Žaboto. Zbral je lepo število umetnin, ki so danes delno last Umetnostne galerije v Mariboru in Umetnostnega paviljona v Slovenj Gradcu.